# Pristimantis nigrogriseus
Pristimantis nigrogriseus är en groddjursart som först beskrevs av Andersson 1945.  Pristimantis nigrogriseus ingår i släktet Pristimantis och familjen Strabomantidae. IUCN kategoriserar arten globalt som sårbar. Inga underarter finns listade i Catalogue of Life.